# Walter-Joseph Thys
Walter-Joseph Thys of Thijs (Borgloon, 30 april 1914 - Genk, 5 september 1957) was een Belgisch volksvertegenwoordiger.

## Levensloop
Thys was directeur van een ziekenfonds en werd actief in de Belgische Socialistische Partij.
Na studies aan het koninklijk atheneum in Tongeren, werd hij in 1937 provinciaal secretaris van het socialistisch ziekenfonds De Voorzorg Limburg. De groei was aanzienlijk en bestond onder meer uit de door hem gestichte poliklinieken in Hasselt, Tongeren, Sint-Truiden en Eisden, alsook het kindervakantieverblijf Singelbeek.
In 1946 werd hij gemeenteraadslid van Hasselt en provincieraadslid. In 1949 werd hij verkozen tot socialistisch volksvertegenwoordiger voor het arrondissement Hasselt en vervulde dit mandaat tot aan zijn vroegtijdige dood, veroorzaakt door een auto-ongeval.
Er is een Walter-Thijsstraat in Hasselt.